# Ludwig Drums

Logo da Ludwig Drums

Ludwig Drums é uma fabricante de instrumentos musicais dos Estados Unidos, focada na percussão. A marca alcançou uma popularidade significativa na década de 1960 devido ao endosso do baterista Ringo Starr, dos Beatles. Foi criada em 1909 pelos irmãos Theobald e William F. Ludwig.
Os produtos fabricados pela Ludwig incluem kits de bateria e hardware. A empresa também comercializa outros instrumentos de percussão (da Muser Mallet Company adquirida em 1965), como marimbas, vibrafones, xilofones e mark tree através de sua empresa-mãe, Conn-Selmer.